# Registr obyvatel
Registr obyvatel (ROB) je jedním ze čtyř základních registrů České republiky (ISZR). Jeho vznik je dán zákonem č. 111/2009 Sb., o základních registrech. Je spravován pro ten účel určeným úřadem: Správou základních registrů. Je součástí Informačních systémů veřejné správy (ISVS).

## Evidované subjekty
- Státní občané České republiky
- Cizinci, kterým bylo vydáno povolení k trvalému pobytu na území ČR nebo povolení k přechodnému pobytu na dobu delší než 90 dnů
- Občané jiných členských států Evropské unie s přechodnou dobou pobytu delší než 90 dnů
- Cizinci s uděleným azylem nebo doplňkovou ochranou
- Jiné fyzické osoby, o nichž to stanoví jiný právní předpis (např.: přeshraniční pracovníci, zahraniční studenti vysokých škol, zahraniční statutáři právnických osob)

## Evidované údaje

### Referenční údaje
Základní údaje o fyzické osobě, které většina orgánů veřejné moci potřebuje pro výkon své činnosti. Mohou je využívat, aniž by ověřovaly jejich správnost.
Podle §18, odst. 1 se jedná o tyto údaje:
- příjmení,
- rodné příjmení
- jméno, popřípadě jména,
- pohlaví
- rodinný stav
- svéprávnost
- adresa místa pobytu a příznak pobytu na úřední adrese,
- případně adresa, na  kterou mají být doručovány písemnosti
- datum, místo a okres narození, u subjektu údajů, který se narodil v cizině, datum, místo a stát, kde se narodil,
- datum, místo a okres úmrtí, jde-li o úmrtí subjektu údajů mimo území České republiky, vede se datum úmrtí, místo a stát, na jehož území k úmrtí došlo,
- státní občanství, popřípadě více státních občanství,
- čísla elektronicky čitelných identifikačních dokladů,
- platnost dokladu do
- typ datové schránky a identifikátor datové schránky.

### Technické údaje
- Autentizační údaje – Údaje slouží k ověření skutečnosti, že uváděná identita fyzické osoby je skutečně její. Takovým údajem je BOK (bezpečnostní osobní kód), vede se pro některé elektronicky čitelné doklady.
- Identifikátor – Agendový identifikátor fyzické osoby (AIFO), který jednoznačně identifikuje danou fyzickou osobu a údaje o ní vedené v registru obyvatel.
- Provozní údaje – Uchovávají se záznamy o využívání údajů a údaje o okamžiku změny každého referenčního údaje.

## Editační agendové IS
- Evidence obyvatel, AISEO
- Evidence cizinců, CIS, Cizinecký informační systém
- Evidence občanských průkazů, AISEOP
- Evidence cestovních dokladů, AISECD
- Datové schránky, ISDS

## Možnost zápisu
Referenční údaje mohou zapisovat prostřednictvím vyjmenovaných AIS (dle rozdílných pravomocí) následující orgány veřejné moci:
- Matriční úřady
- Krajské úřady
- Ohlašovny
- Policie České republiky
- Obecní úřady obcí s rozšířenou působností
- Ministerstvo vnitra

## Webové služby - účely

### Publikační služby
- robCtiAifo - výdej referenčních údajů z registru a základě znalosti AIFO subjektu
- robCtiPodleUdaju - vyhledání referenčních údajů a AIFO na základě hodnoty referenčních údajů
- robCtiHromadneAifo - výdej referenčních údajů více osob na základě znalosti jejich AIFO
- robAutentizace - ověření totožnosti na základě čísla elektronicky čitelného dokladu a BOK
- robCtiEditora - určení agendy editora pro daný údaj a subjekt
- robVypisVyuzitiPoskytnuti - výpis provozních údajů vedených k danému subjektu

### Editační služby
- robVlozObyvatele - vložení nového záznamu do ROB (jen agendy AISEO a CIS)
- robZmenObyvatele - změna údajů vedených v ROB
- robPoskytnutiJineOsobe - zápis souhlasu s poskytováním údajů při změně údajů (§58 odst. 1)

### Notifikační služby
- robCtiZmeny - výdej seznamu AIFO pro subjekty, u nichž došlo ke změně referenčních údajů
- robCtiZmenyZaloz - notifikace o nově založených záznamech v ROB

## Webové služby - funkce API

### E03 - robCtiAifo
Služba provádí výdej referenčních údajů jedné osoby z registru ROB na základě znalosti AIFO. Registr vydává pouze ty údaje, které má uvedeny v seznamu požadovaných údajů (atribut RobSeznamUdaju). Pokud agenda předá do ISZR RobSeznamUdaju prázdný, doplní do něj ISZR seznam povolených údajů z matice oprávnění. 
Platí toto základní pravidlo: Vydávají se pouze ty údaje, jež jsou na vstupu ROB požadovány. Údaje, které mají v ROB hodnotu NULL a příznak správnosti nastaven na správný se nevydávají, ani když je jejich výstup požadován (například u žijící osoby se nevydává datum úmrtí a místo úmrtí). Pokud hodnota údaje není NULL  a/nebo příznak správnosti má jinou hodnotu než správný, pak se údaje (pokud jsou požadovány) vydávají. Spolu s údajem a jeho příznakem správnosti se vydává i provozní údaj o okamžiku změny údaje.
Poznámka: za změnu údaje se nepovažuje první vložení údaje (podle vysvětlení zadavatele se nejedná o změnu, ale o vložení údaje). Údaj tento příznak  obsahuje jen tehdy, pokud již vložený obsah byl změněn.
Pro použití této služby musí agenda znát AIFO osoby, jejíž údaje požaduje. Získání údajů osob bez znalosti AIFO je možné s využitím služby robCtiPodleUdaju.

### E05 - robCtiPodleUdaju
Služba zprostředkuje čtení referenčních údajů z registru na základě vyhledání fyzické osoby podle kombinace údajů. Dotaz je omezen jen na ty údaje, které jsou vedeny přímo v ROB (např. adresa musí být zadána formou referenčního odkazu do RUIAN). Výstupní formát služby je definován vstupním seznamem požadavků. 
Služba podle výsledku dotazu vrací 0, 1 nebo více záznamů. Všechny zadávané a čtené údaje musí být v množině údajů v SeznamUdaju, kde se kontrolují vůči matici oprávnění v ISZR. Pokud některý z údajů použitých pro vyhledání není v SeznamUdaju, zastaví ROB zpracování z důvodu nedostatečných oprávnění ("Není dostatečné oprávnění pro čtení údajů").
Pokud je agendou zadán prázdný SeznamUdaju, seznam požadovaných údajů je doplněn v ISZR z matice oprávnění. Tento postup ale nelze obecně doporučit.
Do provozních údajů se zapisuje využití všech požadovaných údajů pro všechny vydané osoby.
Výstupní SeznamIdAdres je naplněn vždy bez ohledu na hodnotu atributu nacistData v SeznamIdAdresType.
Pokud se při vyhledání najde více záznamů obyvatel, ROB nevydá žádný záznam a je nutno dodat další kritérium pro výběr. Například, pokud na jedné adrese bydlí dva lidé se shodným jménem a příjmením, pak dotaz podle jména, příjmení a adresy pobytu údaje nevrátí a je nutno doplnit např. datum narození.

### E08 - robCtiHromadneAifo
Služba podle předaného seznamu AIFO vydává požadované údaje osob z ROB ve formě opakované struktury dat. Typicky se tato služba dá využít v rámci notifikačního procesu, kdy seznam AIFO získaný notifikační službou může být takto hromadně načten.
Položky s obsahem NULL a stavem SPRÁVNÝ se jako v ostatních čtecích službách nikdy nevydávají.
Položky s libovolným obsahem a stavem jiným než SPRÁVNÝ se vždy vydávají, pokud jsou požadovány.
Pokud není zadán RobSeznamUdaju je služba ukončena z důvodu nedostatečných oprávnění.
Výstupní SeznamIdAdres je naplněn vždy bez ohledu na hodnotu atributu nacistData v SeznamIdAdresType, který určuje, zda data se mají načíst z RUIAN.

### E15 - robCtiEditora
Služba na základě názvu položky a AIFO vydá kód agendy editora. 
Většina referenčních údajů v ROB patří tzv. primárnímu editorovi, tj. agendě, ve které je obyvatel aktuálně veden. Například občana ČR je touto agendou A115 (AISEO), ale pro číslo občanského průkazu je editorem A177 (AISEOP), pro číslo cestovního dokladu je editorem A118 (AISCD) a pro identifikátor datové schránky je editorem A221 (ISDS).

### E07 - robCtiZmeny
Služba je určena pro proces replikace změn referenčních údajů do AIS. 
Služba vydá seznam AIFO, ve kterých došlo ke změně referenčních údajů požadovaného typu (viz dále) nebo u kterých došlo k výmazu osoby z ROB, a to od okamžiku definovaného časovým údajem nebo identifikátorem změny uvedeným ve vstupním parametru služby. V elementu SeznamUdaju je možno specifikovat údaje, jejichž změny mají být zohledněny. Pokud agenda seznam neuvede, pak ISZR automaticky doplní seznam všech údajů podle RPP - to vede k nadměrnému počtu notifikací (např. pokud agendu nezajímá změna čísel elektronicky čitelných dokladů, zmenší se počet notifikovaných AIFO až o 80%). Agenda má v dotazu možnost uvést požadované údaje pomocí xml elementu SeznamUdaju.
Seznam AIFO se vydává ve struktuře MapaAifo. V rámci zpracování eGON služby zašle ISZR seznam AIFO (ve struktuře MapaAifo) k převodu do ORG. Přitom ORG z mapy odstraní všechna AIFO, která agenda nikdy nepoužila nebo je použila, ale nemá je přihlášená službou orgPrihlasAifo.
Služba respektuje uživatelem zadaný nebo systémový maximální počet záznamů (500). Protože ale v nadřízeném procesu dojde v ORG k přefiltrování AIFO pro danou agendu, může se tím stát, že eGON služba vydá menší počet záznamů než je maximální počet nebo dokonce nevydá záznam žádný.
Atribut stavOvereniAifo="false" znamená, že záznam osoby byl z ROB již odstraněn.
Pokud je z hlediska ROB překročen počet záznamů (ať systémový nebo ten, co přišel v dotazu), vrátí se jenom povolený počet a systémový status VAROVANI a subkod PREKROCEN_POCET. Agenda může pokračovat ve čtení změn buď od času ZmenaCas nebo lépe od ZmenaId (údaje se vrací v datové části odpovědi).
Kromě seznamu AIFO vrací služba čas a identifikátor poslední nalezené změny. Pokud chcete používat čtení změn podle idZmeny, je k tomuto číslu potřeba pro další volání přičíst 1.
Průměrný počet změn za den se pohybuje okolo 15000, ale není výjimkou že dosáhne trojnásobku. Počet cyklů čtení proto může za jediný den dosáhnout i 100. Z tohoto počtu tvoří zhruba 80% změny dokladů. 
Popis jak správně používat tuto službu je uveden na stránkách SZR..

### E103 - robCtiZmenyZaloz
Slouží pro získání nově zapsaných záznamů referenčních údajů v ROB pro agendy, které mají na tyto notifikace speciální oprávnění. ISZR zpracovává seznam MapaAifo pomocí speciální služby ORG, která ze zpracování žádná AIFO neodfiltruje.
Jinak se služba chová stejně jako služba robCtiZmeny.